# Musheramore
Il monte Musheramore (in inglese Musheramore; in gaelico irlandese Muisire Mór) è una cima irlandese situata nella contea irlandese di Cork. Con 644 metri d'altezza dal suolo, è la montagna più alta della catena montuosa del Boggeragh.
Ci sono due pozzi sacri sulla montagna: uno sulla cima per gli animali malati, uno sul pendio settentrionale per gli umani.